# Božo Henigman
Božo Henigman (Hönigman) (Zagreb, 25. prosinca 1922.), hrvatski zagonetač i novinski urednik.
Rodio se na Božić 1922. u Zagrebu, u kojemu je pohađao osnovnu školu, gimnaziju i studirao na Poljoprivredno-šumarskom fakultetu.
Još kao studentu objavljene su mu prve zagonetke 1946. u zagrebačkomu Problemu. Bio je tehničkim urednikom Rebusa. Uređivao je zagonetačku rubriku u Večernjemu listu.
Jedan je od osnivača ŽRK Lokomotive.